# Hayato Yano
Hayato Yano (født 29. oktober 1980) er en tidligere japansk fodboldspiller.
Han har spillet for flere forskellige klubber i sin karriere, herunder Tokyo Verdy og Ventforet Kofu.